# مونيا أغبس
مونيا أغبس (الاسم العلمي: Lonchura fuscans) (بالإنجليزية: Dusky Munia)‏ هي نوع من الطيور تتبع جنس المونيا من فصيلة شمعية المنقار.